# Station Beveren
Station Beveren (Waas) is een spoorwegstation langs spoorlijn 59 in de gemeente Beveren.
In 1842 verkreeg een zekere ingenieur De Ridder een concessie voor de aanleg van een spoorlijn Antwerpen-Gent. Het eerste deel Antwerpen-Sint-Niklaas werd in 1844 in gebruik genomen. Ook Beveren kreeg op deze spoorlijn een halte. Van dit gebouw zijn echter geen afbeeldingen bekend. In 1845 richtte De Ridder de Compagnie du chemin de fer d'Anvers à Gand par Saint-Nicolas et Lokeren, kortweg Anvers à Gand, op en vanaf 1847 kon men in Beveren ook naar Gent sporen toen de gehele spoorlijn Antwerpen-Gent in gebruik genomen werd. Tot 1897 had deze spoorlijn in plaats van normaalspoor nog een spoorbreedte van 1151 mm.
Het huidige stationsgebouw, dat dateert uit 1901, werd door de Staat opgetrokken. Bij de nationalisatie van spoorwegmaatschappijen had de staat de gewoonte de aanwezige stations te vervangen door een eigen ontwerp. Te Beveren werd, ter vervanging van het vroegere station opgetrokken door de Anvers à Gand, gekozen voor een nieuw standaardstation van het Type 1895 R9. In de lange rechtervleugel van het gebouw (9 traveeën) was tot juni 2012 een seinhuis. In het kader van het seinhuizenconcentratieplan is dit seinhuis overgenomen door het seinhuis van Antwerpen-Berchem.
Beveren beschikt over twee sporen en twee perrons. Het perron aan de stationszijde heeft een relatief klein 'perrondak' (waar tevens een stationsklok aan opgehangen is). Op perron 2 zijn als alternatief een paar schuilhokjes (type 'Isobelec') geplaatst. Op perron 1 bevindt zich een biljettenautomaat.
Om de sporen over te steken dient men de tunnel te gebruiken. Door het gebruik van zachte hellingen kunnen ook fietsers door deze onderdoorgang rijden.
De tunnel is vernieuwd in 2010 na er jaren verloederd bij te hebben gelegen. De muren waren beklad met graffiti, de trappen brokkelden af en het geheel gaf een afgeleefde en verwaarloosde aanblik. De tunnel werd opgesmukt met kunstwerken van NMBS-treinen in pixelmotief en er werden nieuwe fietsremmers geplaatst.
Fietsen kan men kwijt in een van de twee ruime fietsenstallingen. Ook is er een gratis parkeerterrein met voldoende plaatsen. Sinds augustus 2020 zijn er Blue-bike-deelfietsen beschikbaar.
De NMBS plant om de loketten in de loop van 2021 te sluiten.
Vanaf 2021 zal het station integraal toegankelijk gemaakt worden. Hierbij zullen de perrons verhoogd worden naar de standaardhoogte van 76 cm, komen er blindengeleidetegels, zal de automaat toegankelijk gemaakt worden en komt er nieuwe verlichting en nieuwe schuilhuisjes. 

## Galerij

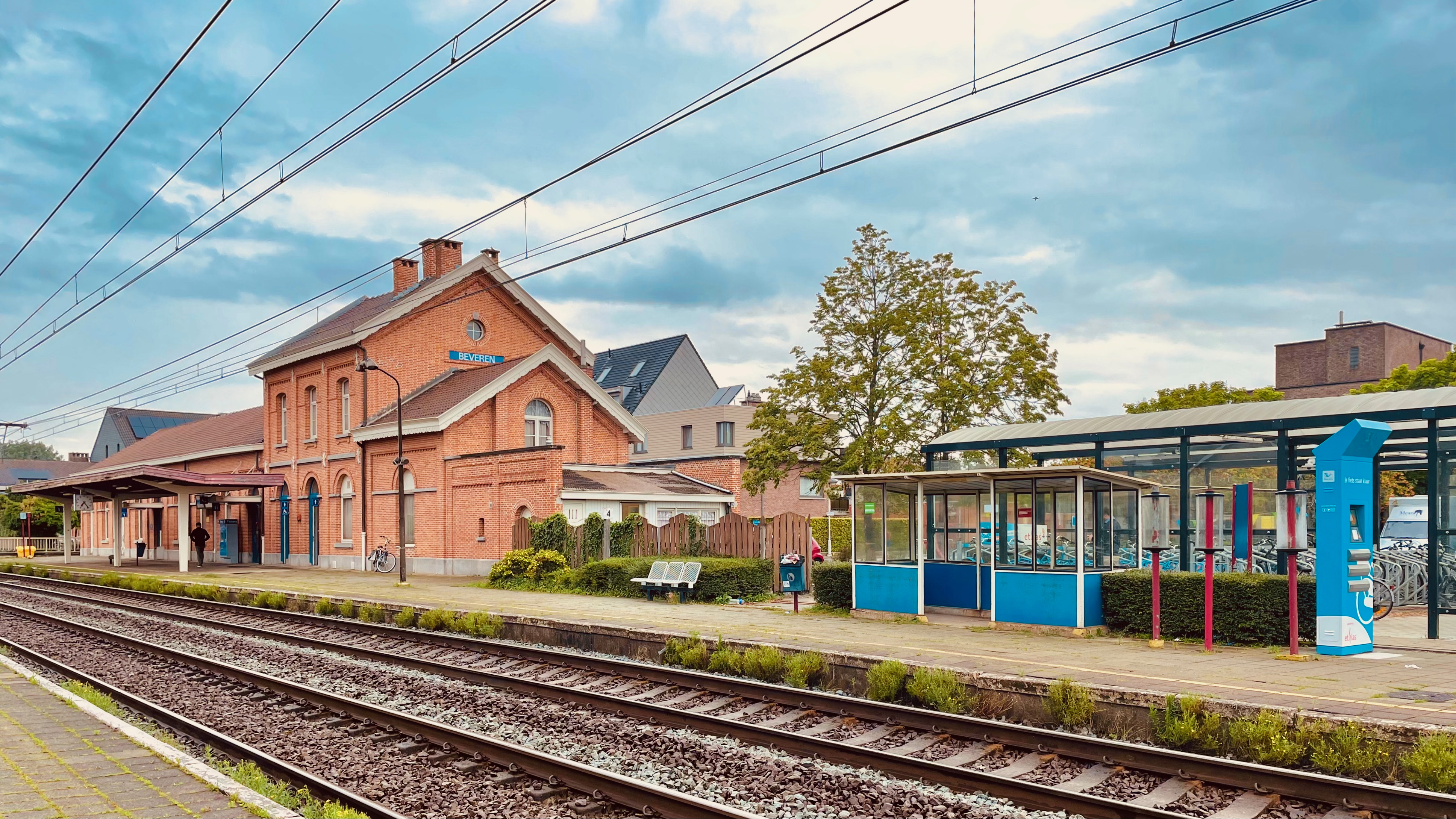
Zicht op de sporen
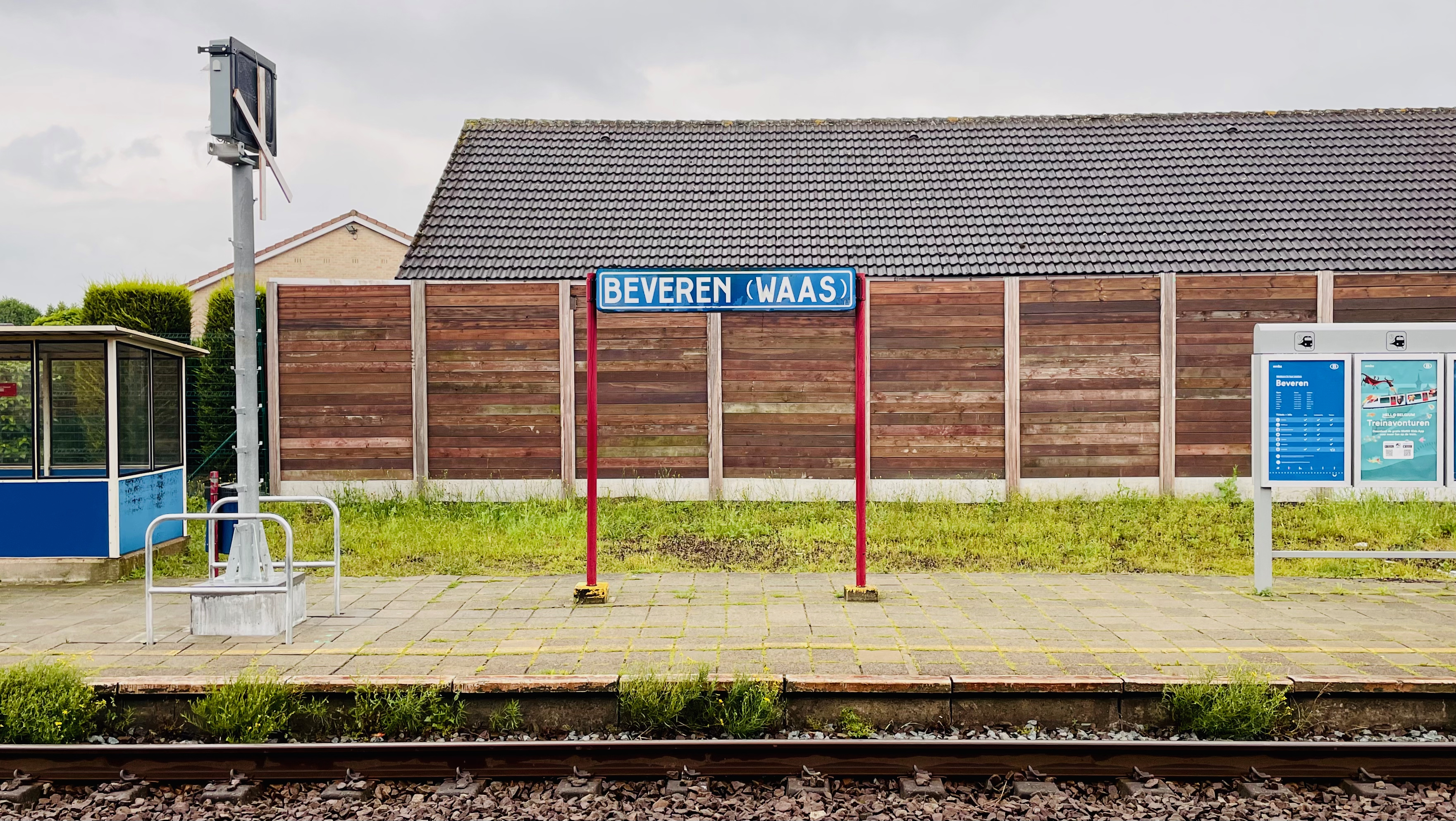
Plaatsnaambord
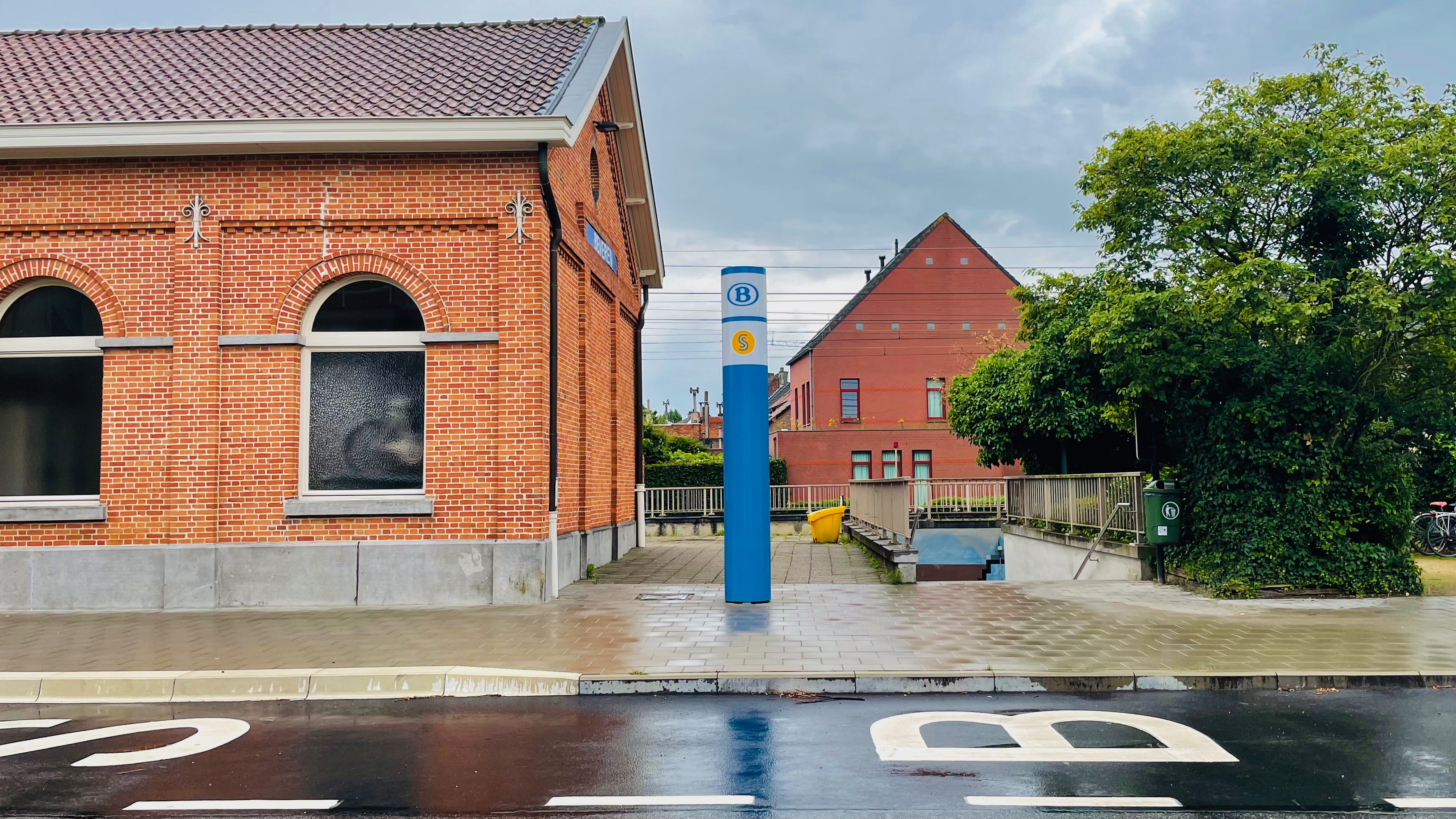
Toegang tot het station
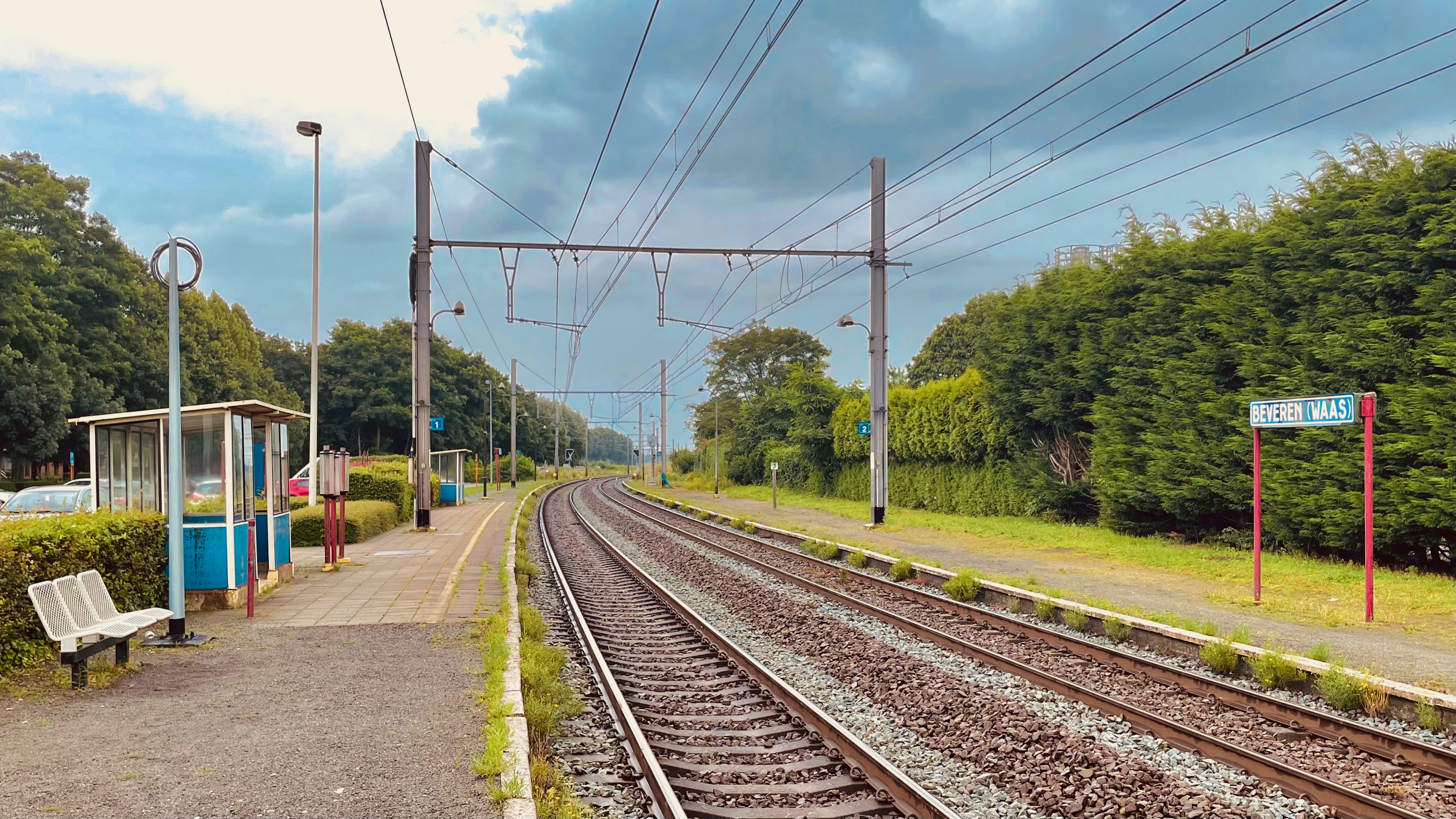
Zicht op de sporen
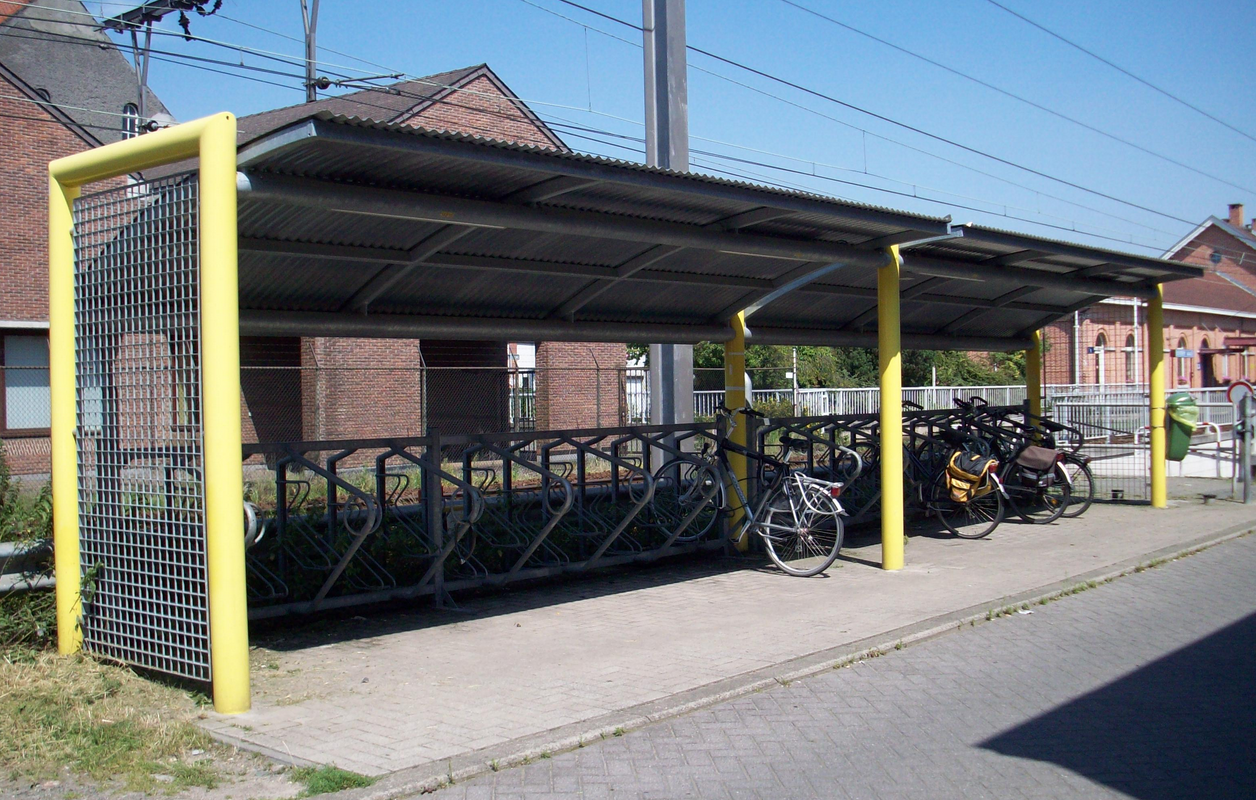
Fietsenstalling
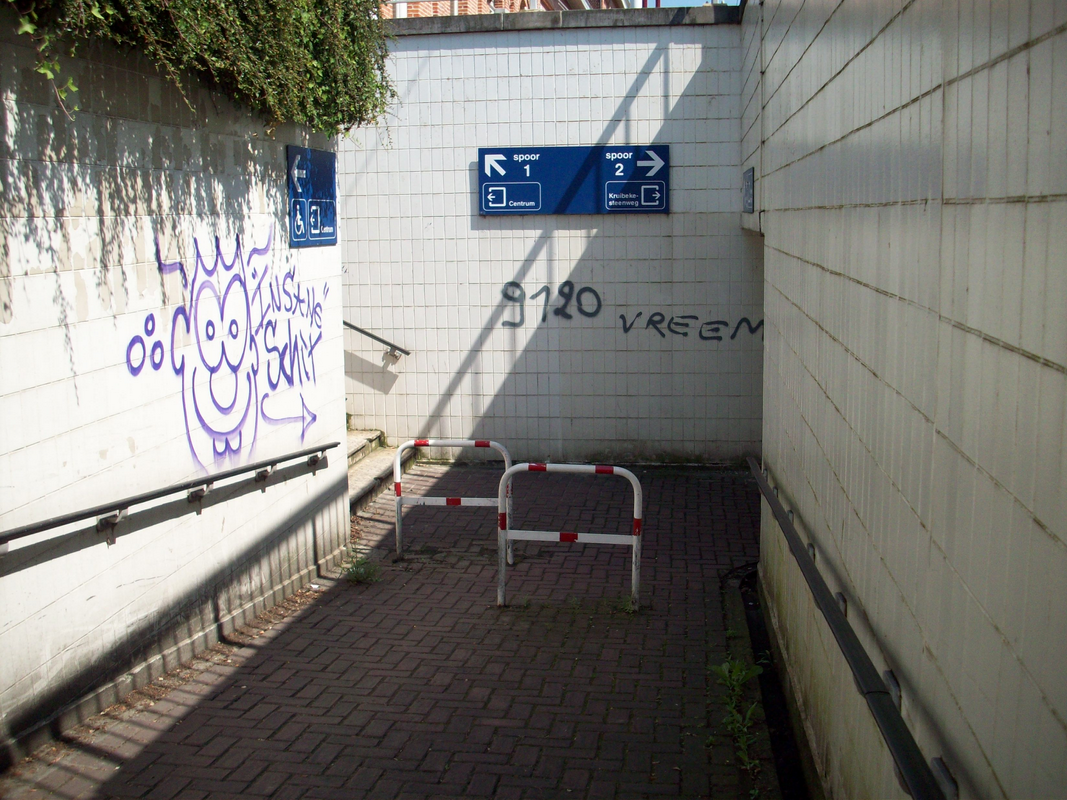
Ingang oude verbindingstunnel
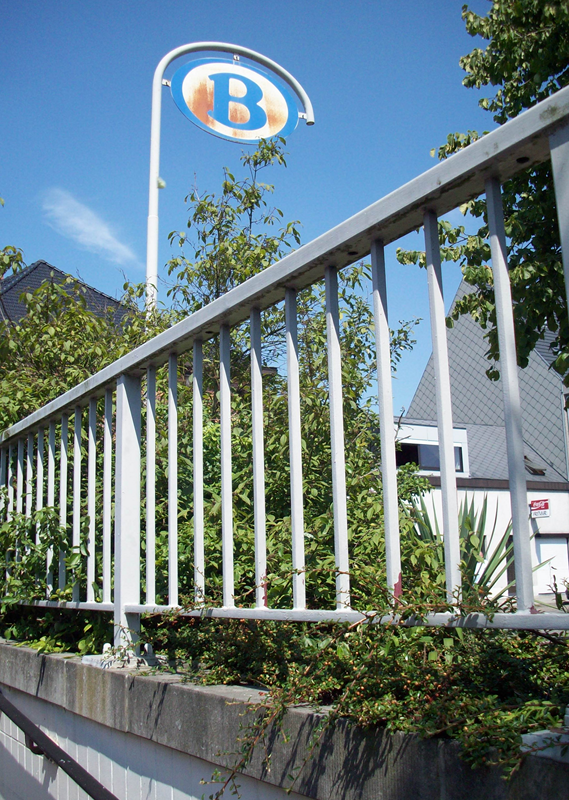
Verwelkomingsbord nabij de ingang van de tunnel
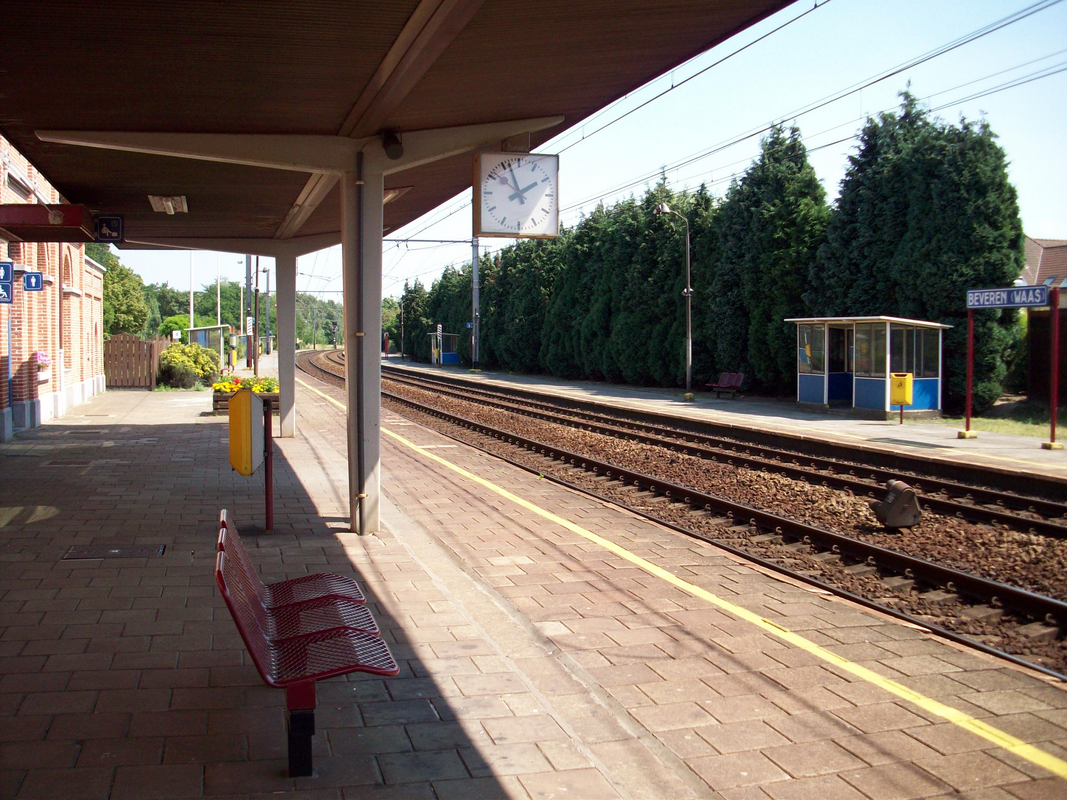
Zicht op de perrons
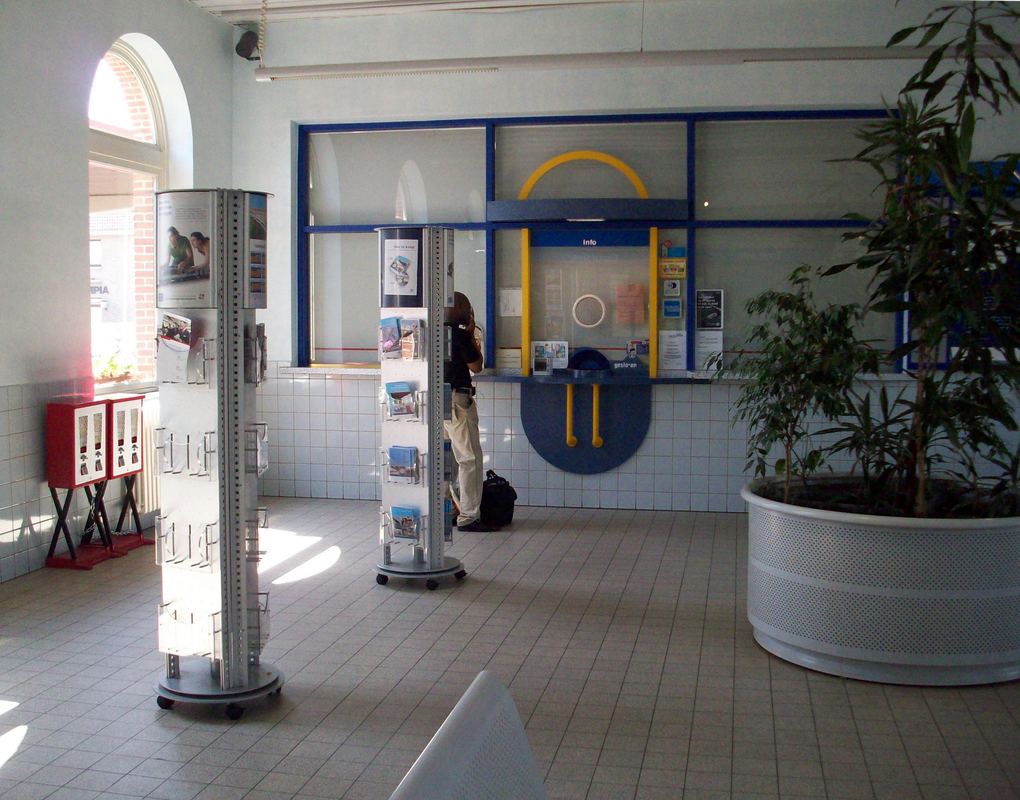
Loket

## Treindienst
| Serie       | Treinsoort               | Route                                                                                           | Bijzonderheden |
| ----------- | ------------------------ | ----------------------------------------------------------------------------------------------- | --- |
| IC 02       | Intercity (NMBS)         | Oostende – Gent-Sint-Pieters – Beveren – Antwerpen-Centraal                                     | |
| S 34        | S-trein Antwerpen (NMBS) | [ Dendermonde – ] Lokeren – Beveren – Antwerpen-Centraal                                        | Rijdt 1×/u tussen Antwerpen - Sint-Niklaas. Rijdt in de spits verder naar Dendermonde. Rijdt alleen op werkdagen.        |
| S 53        | S-trein Gent (NMBS)      | Ronse – Oudenaarde – Gent-Sint-Pieters – Gent-Dampoort – Lokeren – Beveren – Antwerpen-Centraal | In het weekend wordt lijn S53 verlengd tot Antwerpen-Centraal, en vervangt daarmee lijn S34 van het Antwerpse S-netwerk. |
| P 7290/8290 | Piekuurtrein (NMBS)      | Sint-Niklaas – Beveren – Antwerpen-Centraal                                                     | Rijdt alleen op werkdagen.                                                                                               |

## Reizigerstellingen
De grafiek en tabel geven het gemiddeld aantal instappende reizigers weer op een week-, zater- en zondag.
| Tabel: aantal instappende reizigers station Beveren | Tabel: aantal instappende reizigers station Beveren | Tabel: aantal instappende reizigers station Beveren | Tabel: aantal instappende reizigers station Beveren |
|                                                     | Weekdag                                             | Zaterdag                                            | Zondag                                              |
| --------------------------------------------------- | --------------------------------------------------- | --------------------------------------------------- | --------------------------------------------------- |
| 1977                                                | 374                                                 | 89                                                  | 155                                                 |
| 1978                                                | 367                                                 | 67                                                  | 67                                                  |
| 1979                                                | 401                                                 | 90                                                  | 91                                                  |
| 1980                                                | 454                                                 | 103                                                 | 171                                                 |
| 1981                                                | 522                                                 | 124                                                 | 117                                                 |
| 1982                                                | 427                                                 | 110                                                 | 117                                                 |
| 1983                                                | 454                                                 | 140                                                 | 126                                                 |
| 1984                                                | 491                                                 | 140                                                 | 104                                                 |
| 1985                                                | 477                                                 | 120                                                 | 108                                                 |
| 1986                                                | 508                                                 | 115                                                 | 80                                                  |
| 1987                                                | 461                                                 | 109                                                 | 155                                                 |
| 1988                                                | 483                                                 | 155                                                 | 105                                                 |
| 1989                                                | 491                                                 | 111                                                 | 99                                                  |
| 1990                                                | 450                                                 | 131                                                 | 102                                                 |
| 1991                                                | 471                                                 | 167                                                 | 114                                                 |
| 1992                                                | 510                                                 | 173                                                 | 141                                                 |
| 1993                                                | 511                                                 | 211                                                 | 210                                                 |
| 1994                                                | 543                                                 | 207                                                 | 124                                                 |
| 1995                                                | 436                                                 | 152                                                 | 213                                                 |
| 1996                                                | 511                                                 | 214                                                 | 170                                                 |
| 1997                                                | 551                                                 | 256                                                 | 198                                                 |
| 1998                                                | 503                                                 | 196                                                 | 155                                                 |
| 1999                                                | 505                                                 | 231                                                 | 211                                                 |
| 2000                                                | 570                                                 | 259                                                 | 216                                                 |
| 2001                                                | 511                                                 | 190                                                 | 244                                                 |
| 2002                                                | 537                                                 | 196                                                 | 266                                                 |
| 2003                                                | 516                                                 | 265                                                 | 280                                                 |
| 2004                                                | 564                                                 | 230                                                 | 236                                                 |
| 2005                                                | 611                                                 | 319                                                 | 272                                                 |
| 2006                                                | 571                                                 | 280                                                 | 315                                                 |
| 2007                                                | 624                                                 | 277                                                 | 320                                                 |
| 2008                                                | -                                                   | -                                                   | -                                                   |
| 2009                                                | 632                                                 | 314                                                 | 357                                                 |
| 2010                                                | -                                                   | -                                                   | -                                                   |
| 2011                                                | -                                                   | -                                                   | -                                                   |
| 2012                                                | 768                                                 | 133                                                 | -                                                   |
| 2013                                                | 865                                                 | 226                                                 | 117                                                 |
| 2014                                                | 961                                                 | 295                                                 | 240                                                 |
| 2015                                                | 937                                                 | 130                                                 | 137                                                 |
| 2016                                                | 906                                                 | 129                                                 | 163                                                 |
| 2017                                                | 994                                                 | 307                                                 | 316                                                 |
| 2018                                                | 1 011                                               | 294                                                 | 284                                                 |
| 2019                                                | 1 305                                               | 73                                                  | 71                                                  |
| 2020                                                | 774                                                 | 128                                                 | 106                                                 |
| 2021                                                | -                                                   | -                                                   | -                                                   |
| 2022                                                | 1 377                                               | 381                                                 | 393                                                 |
| 2023                                                | 1 548                                               | 256                                                 | 303                                                 |
| 2024                                                | 1 326                                               | 520                                                 | 459                                                 |

0,0: Antwerpen-Berchem ·
4,0: Antwerpen-Zuid ·
7,0: Antwerpen-Linkeroever ·
9,1: Zwijndrecht ·
10,1: Zwijndrecht-Fort ·
12,1: Melsele ·
14,0: Beveren ·
15,1: Haasdonk ·
18,5: Westakkers ·
19,5: Nieuwkerken-Waas ·
22,7: Sint-Niklaas ·
25,3: Sint-Niklaas-West ·
26,2: Valk ·
27,1: Belsele ·
28,7: Sinaai ·
32,0: Heiken ·
35,7: Lokeren ·
38,4: Staakte ·
41,5: Zeveneken ·
43,6: Beervelde ·
46,8: Lochristi ·
49,5: Destelbergen ·
51,2: Westveld ·
53,0: Oostakker ·
?: Gent-Waas ·
55,8: Gent-Dampoort